# Синт Питерс Леув
Синт Питерс Леув (хол. Sint-Pieters-Leeuw) је општина у Белгији у региону Фландрија у покрајини Фламански Брабант. Према процени из 2007. у општини је живело 30.929 становника.

## Становништво
Према процени, у општини је 1. јануара 2015. живело 33.270 становника.
| 1984.  | 2000.  | 2010. | 2015. |
| ------ | ------ | ----- | ----- |
| 27.791 | 30.013 | 31572 | 33270 |